# Preußisches Wörterbuch
Preußisches Wörterbuch ist der Name mehrerer Wörterbücher aus dem 18. bis 21. Jahrhundert. Sie dokumentieren den regionalen Wortschatz der preußischen Provinzen Ostpreußen und Westpreußen. Neben mundartlichen Ausdrücken der niederpreußischen und hochpreußischen Dialekte werden auch Regionalismen des Standarddeutschen, vor allem aus der Verwaltungssprache, dokumentiert.

## Werke des 18. und 19. Jahrhunderts
Das erste Büchlein (86 Seiten) dieses Titels von Johann Georg Bock aus dem Jahr 1759 steht in Zusammenhang mit den gleichzeitig in verschiedenen deutschen Mundartgebieten entstandenen Idiotika:
- Idioticon Prussicum oder Entwurf eines Preußischen Wörterbuches, darin die deutsche Redensarten und Ausdrücke, die allein in hiesigem Lande gebräuchlich sind, zusammen getragen und erörtert werden sollen, eröffnet von Johann George Bock. Königsberg 1759.

Auch das 1785 erschienene Wörterbuch von Georg Ernst Sigismund Hennig stellt nur einzelne Eigentümlichkeiten der preußischen Mundarten zusammen:
- Preußisches Wörterbuch, worinnen nicht nur die in Preußen gebräuchliche eigenthümliche Mundart und was sie sonst mit der niedersächsischen gemein hat, angezeigt, sondern auch manche in preußischen Schriftstellern, Urkunden, Documenten und Verordnungen vorkommende veraltete Wörter, Redensarten, Gebräuche und Alterthümer erklärt werden, im Namen der Königlichen Deutschen Gesellschaft zu Königsberg herausgegeben von G. E. S. Hennig. Königsberg 1785. (340 Seiten)

Erst Hermann Frischbier erstellte 1882–1883 ein zweibändiges Wörterbuch, in dem er die Ergebnisse seiner umfangreichen Sammlungen von sprachlichen und volkskundlichen Belegen veröffentlichte:
- Hermann Frischbier: Preußisches Wörterbuch. Ost- und westpreußische Provinzialismen in alphabetischer Reihenfolge, 2 Bände. Berlin 1882–1883

Zwei Werke aus dem 19. Jahrhundert (mit ähnlichem Titel) beschäftigen sich nicht mit deutschen Mundarten, sondern dem Altpreußischen:
- Thesaurus linguae prussicae. Der preussische Vocabelvorrath, soweit derselbe bis jetzt ermittelt worden ist, nebst Zugabe einer Sammlung urkundlich beglaubigter Localnamen, gesichtet und zusammengestellt von G. H. F. Nesselmann. Berlin 1873.
- Altpreußischer Wörterschatz. Mit Erläuterungen von Prof. Dr. W. Pierson. Berlin 1875.

## Werke des 20. und 21. Jahrhunderts
Walther Ziesemer versuchte als erster Sprachwissenschaftler, den gesamten Wortschatz der ost- und westpreußischen Mundarten zu erfassen und mit historischen und volkskundlichen Materialien zu ergänzen. Die Veröffentlichung erfolgte seit 1936 in Lieferungen; fertiggestellt wurden nur die Stichwörter bis „Fingernagel“ – der Rest des Materials ging im Zweiten Weltkrieg verloren.
- Walther Ziesemer: Preußisches Wörterbuch. Sprache und Volkstum Nordostdeutschlands. 2 Bände. Königsberg 1939–1941.

Erhard Riemann, der letzte Assistent von Ziesemer, begann 1952 mit der Befragung von Mundartsprechern der ehemaligen ost- und westpreußischen Gebiete. Aus der Auswertung von Fragebögen, Tonbandaufnahmen, älteren Wörterbüchern, Literatur und Zeitschriften entstand eine Kartei mit rund 2,5 Millionen Zetteln, die die Grundlage für die Publikation in Buchform bildete. Mit der Veröffentlichung wurde 1974 begonnen, und zwar zunächst mit den bei Ziesemer noch nicht publizierten Stichwörtern, die auf „Fingernagel“ folgten; später wurde auch die Neubearbeitung der schon von Ziesemer bearbeiteten Stichwörter veröffentlicht – der Vergleich verdeutlicht den methodischen Fortschritt der Darstellung. Die Texte werden durch zahlreiche Sprachkarten und Abbildungen ergänzt. Das Wörterbuch wurde 2005 abgeschlossen. Es wurde 2005 mit dem Kulturpreis der Landsmannschaft Ostpreußen ausgezeichnet.
- Preußisches Wörterbuch. Deutsche Mundarten Ost- und Westpreußens. Hrsg. von der Akademie der Wissenschaften und der Literatur Mainz. Begr. von Erhard Riemann. Fortgef. von Ulrich Tolksdorf. Hrsg. von Reinhard Goltz. 6 Bände. Wachholtz-Verlag Neumünster 1974–2005.

## Digitalisate
- Bock, Idioticon prussicum, 1759.
- Hennig, Preußisches Wörterbuch, 1785
- Hermann Frischbier, Preußisches Wörterbuch
  - Erster Band. A – K. Berlin 1882.
  - Zweiter Band. L – Z. Nachträge und Berichtigungen. Berlin 1883.
- Walther Ziesemer, Preußisches Wörterbuch
  - Lieferungen 2 bis 8 (Abspannung – bekriegen). Königsberg (Preußen): Gräfe und Unzer 1936.
  - Lieferungen 9 bis 15 (bekrieschen – Diemen). Königsberg (Preußen): Gräfe und Unzer 1938.
  - Lieferungen 16 bis 22 (dienen – Fingernagel). Königsberg (Preußen): Gräfe und Unzer 1940.